# Rho Pavonis
Désignations
Rho Pavonis (en abrégé ρ Pav) est une étoile variable de la constellation australe du Paon. Elle est visible à l'œil nu avec une magnitude apparente d'environ 4,9. D'après la mesure de sa parallaxe annuelle par le satellite Hipparcos, l'étoile est distante d'environ ∼ 190 a.l. (∼ 58,3 pc) de la Terre. Elle s'éloigne du Système à une vitesse radiale de +8 km/s. Zuckerman et al. (2001) la répertorient comme un possible membre de l'association du Toucan.
Rho Pavonis est une étoile à raies métalliques de type spectral Fm δ Del, avec la notation « δ Del » indiquant qu'il s'agit d'une étoile de type Delta Delphini. C'est une variable de type Delta Scuti, dont la magnitude apparente varie entre 4,85 et 4,91. La période de pulsation dominante est de 0,114 1 jour (2,74 h), mais les effets d'autres périodes de pulsation sont visibles dans la courbe de lumière. Le rayon de l'étoile est 4,3 fois plus grand que le rayon solaire, elle est 34 fois plus lumineuse que le Soleil et sa température de surface est de 6 704 K. Elle tourne sur elle-même à une vitesse de rotation projetée de 45 km/s.